# Greenhills, Western Australia
Greenhills är en ort i Australien. Den ligger i kommunen York och delstaten Western Australia, omkring 100 kilometer öster om delstatshuvudstaden Perth.
Trakten runt Greenhills är nära nog obefolkad, med mindre än två invånare per kvadratkilometer.. Närmaste större samhälle är York, omkring 19 kilometer väster om Greenhills. 
Trakten runt Greenhills består till största delen av jordbruksmark. Genomsnittlig årsnederbörd är 452 millimeter. Den regnigaste månaden är september, med i genomsnitt 67 mm nederbörd, och den torraste är december, med 14 mm nederbörd.